# 폰데라이온
폰데라이온은 미스터 도넛의 캐릭터이다. 주력 상품 폰데링을 캐릭터화 한 것으로, 사자 형상을 하고 있다.

## 같이 보기
- 미스터 도넛